# Vinh Sơn Nguyễn Văn Bản
Vinh Sơn Nguyễn Văn Bản (sinh năm 1956) là một giám mục Công giáo tại Việt Nam, hiện là giám mục chính tòa Giáo phận Hải Phòng và chủ tịch Uỷ ban Thánh Kinh trực thuộc Hội đồng Giám mục Việt Nam, nhiệm kỳ 2022–2025. Trước đó, ông đã từng giữ chức vụ này trong nhiệm kỳ 2019–2022. Trước đó, ông từng là giám mục chính tòa Giáo phận Ban Mê Thuột và đảm trách cương vị Chủ tịch Ủy ban Thánh nhạc thuộc Hội đồng Giám mục Việt Nam trong ba nhiệm kỳ liên tiếp: 2010 – 2013, 2013 – 2016 và 2016 – 2019.
Ông sinh tại Phú Yên và là người con thứ 7 trong số 9 người con trong gia đình. Sau quá trình tu học khởi đầu từ năm 1968 đến năm 1988 và 5 năm hỗ trợ mục vụ tại giáo xứ Tuy Hòa, tháng 9 năm 1993, ông được truyền chức linh mục, là linh mục Giáo phận Qui Nhơn.
Chỉ sau ba năm đảm nhận vai trò linh mục phó xứ Tuy Hòa, ông được cử đi du học Pháp và trở về Việt Nam năm 2005 với văn bằng Thạc sĩ Thần học. Sau khi về nước, ông đảm nhận công tác đào tạo chủng sinh giáo phận Qui Nhơn và giáo sư Đại chủng viện Sao Biển, Nha Trang. Trong thời gian này, ông cũng tham gia Thượng hội đồng Giám mục Thế giới năm 2008 với vai trò chuyên gia, cố vấn của Tổng giám mục Monsengwo Pasinya.
Năm 2009, giáo hoàng công bố bổ nhiệm linh mục Nguyễn Văn Bản làm giám mục chính tòa Giáo phận Ban Mê Thuột. Trong giai đoạn từ năm 2010 đến năm 2019, ông còn kiêm nhiệm vai trò Chủ tịch Uỷ ban Thánh Nhạc trực thuộc Hội đồng Giám mục Việt Nam. Ông đảm nhận vai trò Chủ tịch Uỷ ban Kinh thánh kể từ nhiệm kỳ 2019 – 2022.

## Thân thế và tu tập
Giám mục Nguyễn Văn Bản sinh ngày 26 tháng 11 năm 1956 tại giáo xứ Tuy Hòa (nay là phường 2, thành phố Tuy Hòa), tỉnh Phú Yên, thuộc Giáo phận Qui Nhơn. Ông là con thứ bảy trong số chín người con của ông Vinh Sơn Nguyễn Văn Biện và Maria Hoàng thị Lụa (nay đều đã qua đời), gốc ở giáo xứ Thúy Lâm, xã Đoàn Tùng, huyện Thanh Miện, tỉnh Hải Dương, thuộc Giáo phận Hải Phòng. Nói về việc tu trì, Giám mục Bản thừa nhận gia đình ông không hướng dẫn gì về việc tu trì, cũng như bản thân ông không hiểu gì về việc tu học. Tuy vậy, cậu bé Bản là giúp lễ và sinh hoạt trong Hùng Tâm Dũng Trí. Sau khi chuẩn bị vào lớp sáu, cậu đăng ký thi vào chủng viện, và cha cậu chỉ được biết khi tin cậu đậu chủng viện tại nhà thờ giáo xứ.
Khởi đầu con đường tu học, gia đình đưa cậu bé Bản nhập học tại Tiểu chủng viện Làng Sông năm 1968. Trong giai đoạn sau năm 1975 và những năm đầu thập niên 1980, nhóm chủng sinh của chủng sinh Bản gặp nhiều khó khăn, và bản thân cậu cũng từng ngỏ ý về với gia đình. Thân phụ cậu bày tỏ mong muốn chủng sinh Bản tiếp tục con đường tu trì. Sau khi rời tiểu chủng viện năm 1975, chủng sinh Nguyễn Văn Bản tiếp tục con đường tu học bằng việc học triết học và thần học tại Trung tâm huấn luyện của Giáo phận Qui Nhơn, tọa lạc tại Mằng Lăng, Tuy An (Đại chủng viện) và học tại đây cho đến năm 1988. Sau đó, ông đi hỗ trợ công việc mục vụ tại giáo xứ Tuy Hòa cho đến năm 1993.

## Linh mục
Sau khi tốt nghiệp đại chủng viện, mãi đến năm năm sau, Phó tế Nguyễn Văn Bản mới được thụ phong linh mục ngày 16 tháng 9 năm 1993, bởi giám mục Phaolô Huỳnh Đông Các. Sau khi được truyền chức, tân linh mục Vinh Sơn được bổ nhiệm làm linh mục phó giáo xứ Tuy Hòa. Ba năm sau đó, Giáo phận quyết định gửi ông đến Pháp du học, học tại Học viện Công giáo Paris. Sau khoảng thời gian dài suốt 9 năm kéo dài từ năm 1996 đến 2005, linh mục Nguyễn Văn Bản tốt nghiệp với văn bằng Thạc sĩ Thần học.
Sau khi hoàn tất việc du học, linh mục Vinh Sơn trở về nước năm 2005, và được phân công phụ trách việc huấn luyện các chủng sinh của giáo phận Qui Nhơn đồng thời kiêm nhiệm thêm vị trí giáo sư tại Đại chủng viện Sao Biển, Giáo phận Nha Trang kể từ ngày 18 tháng 9 cùng năm. Ngoài ra, ông cũng là chuyên viên tại Thượng Hội đồng Giám mục thế giới kỳ thứ 12 về Lời Chúa tại Roma từ ngày 5 đến 26 tháng 10 năm 2008, đồng thời là trợ tá đặc biệt của Tổng giám mục Monsengwo Pasinya.

## Giám mục

### Giám mục chính tòa Ban Mê Thuột
Sau khi giám mục Giuse Nguyễn Tích Đức từ chức ngày 17 tháng 5 năm 2006, Giáo phận Ban Mê Thuột trống tòa. Trong thời gian đó, Chủ tịch Hội đồng Giám mục Việt Nam là giám mục Phaolô Nguyễn Văn Hòa, Giám mục Giáo phận Nha Trang, kiêm nhiệm vị trí Giám quản Tông Tòa giáo phận Ban Mê Thuột.
Ngày 21 tháng 2 năm 2009, Giáo hoàng Biển Đức XVI công bố bổ nhiệm linh mục Vinh Sơn Nguyễn Văn Bản làm Giám mục Giáo phận Ban Mê Thuột. Số liệu giáo phận tại thời điểm đó là có số giáo dân gần 339.000, 99 giáo xứ, 106 linh mục gồm 93 linh mục triều và 13 linh mục dòng, 35 tu huynh, 40 chủng sinh và 350 nữ tu. Sau khi tin bổ nhiệm được công bố, phái đoàn giáo phận Ban Mê Thuột đến chào thăm Tân giám mục sau đó vào ngày 26 tháng 2. Đáp lại chuyến viếng thăm, tân giám mục Bản cùng phái đoàn các linh mục giáo phận Qui Nhơn đã đến viếng thăm và hoạch định kế hoạch lễ phong chức với giám mục giám quản Phaolô Nguyễn Văn Hòa. Nói về lễ phong chức, tân giám mục sắp đặt lễ phong chức trước hai ngày dịp lễ mừng Thượng thọ giám mục Micae Nguyễn Khắc Ngữ và mong muốn buổi lễ tổ chức đơn giản, đông đảo các tầng lớp tín hữu và tránh phô trương. Ngày 4 tháng 6, ông dâng lễ tại giáo phận mới, đến thăm các cơ sở tôn giáo và thiện nguyện như: trường khuyết tật Vi Nhân, cộng đoàn nữ tu Thánh Phaolô, lớp học Tình thương Vinh Sơn và trường mầm non Họa Mi do các nữ tu dòng Nữ Vương Hòa Bình đảm trách trước khi về giáo phận Qui Nhơn.
Nguyễn Văn Bản chọn cho mình khẩu hiệu giám mục: là "Spiritu ambulate" (hãy bước theo Thần Khí) với ý nghĩa mong muốn được thuộc trọn về Chúa và Giáo Hội theo tinh thần của thánh Phaolô Tông Đồ, trích đoạn theo thư Phaolô gửi Galate, với ý nghĩa: Thánh Phaolô mời gọi người tín hữu sống trong sự tự do mà Đức Kitô đem lại, chứ đừng quá lệ thuộc vào cách suy nghĩ của người đời, vì thế, Ngài mời gọi người Kitô hữu trung thành với lựa chọn ban đầu là bước theo Thần Khí đế cái chết của Đức Kitô tiếp tục phát sinh sự sống nơi đời sống của mình. Về ngày lễ tấn phong, ông cho biết ban đầu dự tính phong chức trước lễ Phục Sinh, tuy vậy các điều kiện không cho phép.
Giám mục tân cử Nguyễn Văn Bản tạm thời giám quản giáo phận Ban Mê Thuột kể từ ngày 29 tháng 4 năm 2009. Lễ tấn phong cho vị tân chức được cử hành sau đó vào ngày 12 tháng 5, tại nhà thờ chính tòa Ban Mê Thuột, với vị chủ phong là Tổng giám mục Tổng giáo phận Huế Stêphanô Nguyễn Như Thể và hai vị phụ phong gồm Giám mục Giuse Châu Ngọc Tri, Giám mục Giáo phận Đà Nẵng và Giám mục Giuse Võ Đức Minh, Giám mục phó Giáo phận Nha Trang. Trong lời cảm ơn gửi đến tín hữu người dân tộc, ông phát biểu bằng tiếng Êđê.

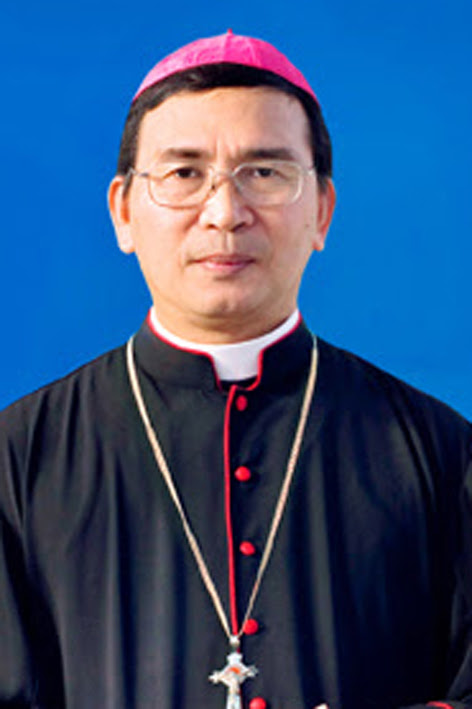
Giám mục Nguyễn Văn Bản, 2009

Ngay từ khi nhận giáo phận, Giám mục Nguyễn Văn Bản theo học tiếng Êđê. Năm 2010, giám mục Bản quyết định phải tiến hành việc giáo dục các ngôn ngữ bản địa cho chủng sinh giáo phận, thông qua ba ngôn ngữ chính là Ê đê, M’Nông và S’tiêng. Các linh mục trẻ sau đó dễ dàng tiếp cận, giảng lễ bằng tiếng dân tộc. Ông yêu cầu linh mục tôn trọng văn hóa riêng của các sắc tộc và cho phép thử nghiệm cử hành lễ bằng tiếng các dân tộc, hát các bản thánh ca đã được chuyển ngữ. Giám mục Bản kêu gọi các dòng tu và giáo dân quan tâm ưu tiên đời sống đồng bào dân tộc. Ông cũng kêu gọi sự hiệp nhất trong giáo phận. Trong suốt thời gian quản nhiệm giáo phận, giám mục Bản đã góp phần phát triển các giáo họ, giáo xứ, canh tân đời sống tâm linh cũng như vật chất cho giáo hữu. Vì là giáo phận có nhiều tín độ đa sắc tộc, chủ trương của giám mục Bản là các dân tộc sống trong bầu khí cộng đoàn giáo hữu đoàn kết và yêu thương; lấy sự khác biệt của các dân tộc góp phần phát triển giáo phận.
Ngày 19 tháng 3 năm 2022, Giám mục Nguyễn Văn Bản được thuyên chuyển làm giám mục giáo phận Hải Phòng, kết thúc 13 năm thi hành mục vụ tại giáo phận Ban Mê Thuột. Trong thời gian quản nhiệm của giám mục Bản, số linh mục triều tăng từ 105 lên 182, số giáo hữu tăng từ 372.000 lên 470.000, số dòng tu từ 20 dòng trở thành 42 dòng (13 dòng nam và 29 dòng nữ). Thời điểm 2022, giáo phận cũng có 14 phó tế và 152 chủng sinh. Trong thời kỳ ông quản nhiệm, nhiều giáo điểm, giáo họ được thành lập và xây mới 101 nhà thờ trên địa bàn giáo phận.
Sau khi được bổ nhiệm làm giám mục Hải Phòng, Giám mục Nguyễn Văn Bản công bố thư mục vụ đề ngày 25 tháng 3 năm 2022. Với tư cách Giám mục Giám quản Tông Tòa, giám mục Nguyễn Văn Bản bổ nhiệm linh mục Stêphanô Nguyễn Văn Đậu làm Tổng đại diện và yêu cầu các linh mục quản hạt và trưởng ban tiếp tục các vai trò của mình cho đến khi giáo phận có tân giám mục. Giám mục Bản cho biết ông không có thời gian chào thăm các linh mục và giáo dân trong toàn giáo phận, tuy vậy sẽ có nhiều dịp gặp họ khi tiếp tục làm việc tại giáo phận (trong tư cách giám quản). Cuối thư, giám mục Bản cảm ơn mọi người đã cộng tác cùng ông để xây dựng giáo phận trong suốt 13 năm.
Giám mục Nguyễn Văn Bản đảm trách cương vị Chủ tịch Ủy ban Thánh nhạc thuộc Hội đồng Giám mục Việt Nam trong ba nhiệm kỳ liên tiếp: 2010 – 2013, 2013 – 2016 và 2016 – 2019. Các giám mục Việt Nam từ 27 giáo phận họp Đại hội XIV Hội đồng Giám mục Việt Nam tại trung tâm Mục vụ Giáo phận Hải Phòng vào cuối tháng 9 và đầu tháng 10 năm 2019. Trong khuôn khổ đại hội, các giám mục đã sắp xếp và bầu chọn nhân sự trong hội đồng và chọn Giám mục Bản đảm trách vai trò Chủ tịch Uỷ ban Kinh Thánh trực thuộc Hội đồng Giám mục trong nhiệm kỳ 2019 – 2022.

### Giám mục chính tòa Hải Phòng

#### Bổ nhiệm và các chuẩn bị
Ngày 19 tháng 3 năm 2022, Văn phòng Tòa Thánh công bố việc bổ nhiệm Giám mục Nguyễn Văn Bản hiện là Giám mục Giám mục Giáo phận Ban Mê Thuột, làm Giám mục Chính tòa Giáo phận Hải Phòng. Đồng thời, Giám mục Bản kiêm nhiệm vai trò Giám quản Tông tòa giáo phận Ban Mê Thuột “trống tòa và theo ý Toà Thánh” (sede vacante et ad nutum Sanctae Sedis). Giáo phận Hải Phòng trước đó đã trống tòa từ tháng 11 năm 2018, sau khi giám mục chính tòa Vũ Văn Thiên được bổ nhiệm làm Tổng giám mục Tổng giáo phận Hà Nội. Tổng giám mục Giuse Vũ Văn Thiên, Giám quản Tông Tòa Hải Phòng viết thông báo về tin bổ nhiệm. Tổng giám mục Thiên cho biết, ngày nhậm chức của tân giám mục Hải Phòng sẽ được thông báo sau. Ông cũng nêu sự lưu ý về kinh nguyện thánh thể trong giáo phận và nghi thức rung chuông mừng được thực hiện vào sáng ngày 20 tháng 3. Nói về sự bổ nhiệm, Giám mục Bản cho biết ông đã được báo trước tin bổ nhiệm vào sáng ngày bổ nhiệm. Ông quyết định đi đến đài Thánh Giuse (giáo họ Kim Thành) và đồi Đức Mẹ Giang Sơn để cầu nguyện.
Giám mục Nguyễn Văn Bản nói lời chia tay và cảm tạ với linh mục và giáo dân giáo phận Ban Mê Thuột, đã cộng tác và hỗ trợ ông trong suốt 13 năm đảm nhận vai trò giám mục chính tòa Ban Mê Thuột. Giám mục Bản cho biết ông học được sự vâng phục của các linh mục thuộc quyền nên đã vâng phục giáo hoàng để nhận nhiệm sở mới ở Hải Phòng. Ông dự kiến sẽ đến Hải Phòng ngày 29 tháng 3 và nhậm chức vào sáng ngày 31 cùng tháng. Tân giám mục Hải Phòng cũng cho biết ông không rõ lý do việc nhậm chức sớm, nhưng tuân theo ý của Đại diện Tòa Thánh (Marek Zalewski) đề nghị nhậm chức trước lễ Phục Sinh. Ông đề nghị giáo dân cầu nguyện cho bản thân, cho hai giáo phận cũng như cho giáo phận Ban Mê Thuột sớm có tân giám mục.
Ngày 21 tháng 3, một phái đoàn các linh mục giáo phận Hải Phòng đã đến chào thăm tân giám mục giáo phận tại Tòa giám mục Ban Mê Thuột. Tại cuộc gặp, giám mục Bản cho biết giáo phận Hải Phòng đối với ông không phải là xa lạ, do song thân ông xuất thân từ giáo phận này và đã có nhiều dịp thực hiện các công việc mục vụ tại giáo phận. Giám mục Bản chia sẻ cùng các linh mục kinh nghiệm mục vụ tại Ban Mê Thuột, trong khi đó các linh mục nêu các thông tin về các nhu cầu mục vụ tại giáo phận Hải Phòng. Hai bên cũng đã thảo luận về việc chuẩn bị lễ nhậm chức vào cuối cuộc gặp. Cùng ngày này, thông cáo từ Tòa giám mục Hải Phòng, do linh mục văn phòng Tòa giám mục thông báo về lễ tạ ơn của giám quản Tông Tòa Giuse Vũ Văn Thiên (ngày 28 tháng 3), về việc tiếp đón giám mục tân cử đến giáo phận. Cũng trong thông cáo này, nghi thức tuyên xưng Đức tin và tuyên thệ trung thành sẽ được cử hành chiều ngày 30 tháng 3 và lễ nhận tòa (khởi đầu sứ vụ) vào sáng ngày 31 tháng 3.

#### Các nghi thức và lễ nhận tòa giáo phận
Sáng ngày 29 tháng 3, Giám mục Bản đến giáo phận Hải Phòng sau chuyến bay đáp xuống sân bay Cát Bi. Tân giám mục được chào đón tại sân bay và đưa đến Nhà thờ chính tòa Hải Phòng, nơi ông được tiếp đón bởi Giám quản Tông Tòa Giuse Vũ Văn Thiên. Nghi thức tuyên xưng đức tin cũng như tuyên thệ trung thành được cử hành vào giờ kinh chiều một ngày sau đó tại Trung tâm mục vụ Giáo phận Hải Phòng. Lễ nhận ngai tòa giáo phận đã được cử hành vào sáng ngày 31 tháng 3 năm 2022 tại nhà thờ chính tòa Hải Phòng. Nguyên giám mục giám quản Vũ Văn Thiên đã trao lại gậy mục tử và chìa khóa, biểu trưng cho quyền quản lý giáo phận cho giám mục tân nhiệm Nguyễn Văn Bản.

### Mục vụ
Trong kỳ Đại hội Hội đồng Giám mục Việt Nam XV từ ngày 3 đến ngày 7 tháng 10 năm 2022 tại Hà Nội, các giám mục Việt Nam tiếp tục chọn Giám mục Nguyễn Văn Bản đảm trách vai trò Chủ tịch Ủy ban Kinh Thánh thuộc Hội đồng Giám mục Việt Nam trong nhiệm kỳ 2022–2025.
Giám mục Nguyễn Văn Bản đã chủ sự lễ tạ ơn nhằm kết thúc vai trò của mình tại Giáo phận Ban Mê Thuột vào ngày 21 tháng 8 năm 2024. Đồng tế trong buổi lễ này còn có giám mục kế nhiệm Gioan Baotixita Nguyễn Huy Bắc. Dưới thời quản nhiệm của Giám mục Nguyễn Văn Bản, từ năm 2009 đến năm 2022, giáo phận Ban Mê Thuột tăng gần 28.000 giáo dân, 12 giáo xứ, 5 giáo họ biệt lập, 59 linh mục, 122 chủng sinh, 1 trung tâm hành hương. Kể từ năm 2009 đến năm 2024, ông cũng đã khánh thành 61 nhà thờ [trong địa bàn giáo phận].

## Tông truyền
Giám mục Vinh Sơn Nguyễn Văn Bản được tấn phong giám mục năm 2009, thời Giáo hoàng Biển Đức XVI:
- Chủ phong: Tổng giám mục chính tòa Tổng giáo phận Huế Stêphanô Nguyễn Như Thể.
- Hai vị phụ phong: Giuse Châu Ngọc Tri, giám mục chính tòa Giáo phận Đà Nẵng và Giuse Võ Đức Minh, giám mục chính tòa Giáo phận Nha Trang.

Giám mục Vinh Sơn Nguyễn Văn Bản là chủ phong trong nghi thức truyền chức cho giám mục:
- Năm 2024, Gioan Baotixita Nguyễn Huy Bắc, hiện đang là giám mục chính tòa Giáo phận Ban Mê Thuột.

Giám mục Vinh Sơn Nguyễn Văn Bản là phụ phong trong nghi thức truyền chức cho các giám mục:
- Năm 2011, Giuse Nguyễn Tấn Tước, hiện là Giám mục chính tòa Giáo phận Phú Cường.
- Năm 2015, Aloisiô Nguyễn Hùng Vị, hiện là Giám mục chính tòa Giáo phận Kon Tum.
- Năm 2023, Giuse Huỳnh Văn Sỹ, hiện đang là giám mục chính tòa Giáo phận Nha Trang.

Dưới đây là sơ đồ tính Tông truyền từ giám mục Việt Nam đầu tiên được giám mục ngoại quốc chủ phong cho đến đời Giám mục Nguyễn Văn Bản.